# エリック・クリスマス
エリック・クリスマス（Eric Christmas,  1916年3月19日 -2000年7月22日 ）は、イギリス出身でアメリカ合衆国の俳優である。

## 来歴
1916年、イギリスのロンドンに生まれる。その後、カナダへ移住した。1939年からテレビ映画などに出演して俳優活動デビュー。しかし、一旦俳優活動を休止し、1955年に活動を再開させた。それ以降は、コンスタントに出演作品を増やし、1970年代に入るとマイケル・クライトンが原作のSF映画『アンドロメダ…』や、ルース・ゴードン主演の青春映画『ハロルドとモード 少年は虹を渡る』などへも映画に出演。テレビドラマへのゲスト出演も数々の作品でこなし、生涯を通して精力的にキャリアを積んだ。1990年代に入っても、ネイサン・レイン主演のコメディ映画『マウス・ハント』や、キャリスタ・フロックハート主演のテレビドラマシリーズ『アリー my Love』へ出演した。

### 死去
2000年3月19日、カリフォルニア州のカマリロにて老衰のため死去 。84歳だった。

## 出演作品

### 映画
- More Fun and Games!  (1939) ※テレビ映画
- The Torchbearers  (1939) ※テレビ映画
- Who Destroyed the Earth (1957)
- マクベス Macbeth (1961) ※テレビ映画
- シラノ・ド・ベルジュラック Cyrano De Bergerac (1962) ※テレビ映画
- Mr.スクルージ Mr. Scrooge (1964) ※テレビ映画
- モンテ・ウォルシュ Monte Walsh (1970)
- アンドロメダ... The Andromeda Strain (1971)
- ジョニーは戦場へ行った Johnny Got His Gun (1971)
- ハロルドとモード 少年は虹を渡る Harold and Maude (1971)
- ラスト・タイクーン The Last Tycoon (1976)
- Code Name: Diamond Head (1977) ※テレビ映画
- 民衆の敵 An Enemy of the People (1978)
- アタック・オブ・ザ・キラー・トマト Attack of the Killer Tomatoes! (1978)
- チェンジリング The Changeling (1980)
- Middle Age Crazy (1980)
- ポーキーズ Porky's (1981)
- ポーキーズ2 Porky's II: The Next Day (1983)
- フィラデルフィア・エクスペリメント The Philadelphia Experiment (1984)
- オール・オブ・ミー All of Me (1984)
- ポーキーズ 最後の反撃 Porky's Revenge (1985)
- ハッピー・アワー Happy Hour (1986)
- スクエアダンス Home Is Where the Hart Is (1987)
- Whispers (1990)
- Child of Darkness, Child of Light (1991) ※テレビ映画
- Dead in the Water (1991) ※テレビ映画
- バグジー Bugsy (1991)
- ボディ・クッキング／母体蘇生 Ed and His Dead Mother (1993)
- 裸の銃を持つ男PART33 1/3/最後の侮辱 Naked Gun 33 1/3: The Final Insult (1994) ※出演シーンカット
- ラスト／ナイト Almost Dead (1994)
- エア・バディ Air Bud (1997)
- マウス・ハント Mousehunt (1997)

### テレビドラマ
- Percy Ponsonby (1939)
- フォリオ Folio (1957)
- 森と湖の国の冒険 Adventures in Rainbow Country (1969)
- ネーム・オブ・ザ・ゲーム The Name of the Game (1969)
- ボナンザ Bonanza (1969)
- ヤング・ソウル・レベルズ The Young Rebels (1970)
- FBIアメリカ連邦警察 The F.B.I. (1970, 1971)
- バージニアン The Virginian (1971)
- 恋愛専科 Love, American Style (1971)
- 保安官サム・ケイド Cade's County (1971)
- 探偵キャノン Cannon (1971)
- 四次元への招待 Night Gallery (1971)
- 警部マクロード McCloud (1972)
- 刑事コロンボ / 『権力の墓穴』 Columbo (1974)
- 追跡者 Harry O (1974)
- サンフランシスコ捜査線 The Streets of San Francisco (1975)
- 刑事コジャック Kojak (1975)
- 署長マクミラン McMillan & Wife (1975)
- マッコイじいさん McCoy (1976)
- 大草原の小さな家 Little House on the Prairie (1983)
- Dr.トラッパー サンフランシスコ病院物語 Trapper John, M.D. (1984)
- ミラクル・エスパーズ! Misfits of Science (1985)
- セント・エルスウェア St. Elsewhere (1986)
- ワイズ・ガイ/潜入捜査官 Wiseguy (1987)
- 戦争の黙示録 War and Remembrance (1988)
- チアーズ Cheers (1988, 1989, 1991)
- ギデオン・オリバー Gideon Oliver (1989)
- TVキャスター マーフィー・ブラウン Murphy Brown (1989)
- アルフ ALF (1990)
- 名探偵ダウリング神父 Father Dowling Mysteries (1990)
- ベルエアのフレッシュプリンス The Fresh Prince of Bel-Air (1991)
- Home Improvement (1991)
- Flesh 'n' Blood  (1991)
- Eerie, Indiana (1991)
- マトロック Matlock (1992)
- ウイングス Wings (1992)
- Jake and the Fatman (1992)
- The Golden Palace (1993)
- Bodies of Evidence (1993)
- Empty Nest (1993)
- L.A.ロー 七人の弁護士 L.A. Law (1994)
- Xファイル X-File (1994)
- ロザンヌ Roseanne (1995)
- 炎のテキサス・レンジャー Walker, Texas Ranger (1995)
- あなたにムチュー Mad About You (1995)
- となりのサインフェルド Seinfeld (1995)
- デイズ・オブ・アワ・ライブス Days of Our Lives (1995, 1996)
- ER緊急救命室 ER (1996)
- 騎馬警官 Due South (1997)
- Style & Substance (1998)
- アリー my Love Ally McBeal (1998)